# 春日丘工業団地
春日丘工業団地（かすがおかこうぎょうだんち）は埼玉県深谷市白草台にある工業団地である。旧称川本春日丘工業団地。埼玉県の昭和61年度から平成2年度に亘って整備され、施行面積491,628平方メートル、分譲面積319,673平方メートル。

## 主な企業
- TOPPANエッジ
- ジーテクト
- 習志野化工
- 池田硝子工業
- 日本ピグメント
- 日本光電工業
- 日本ピグメント
- ヤナギサワ
- オキナヤ
- ペリカン石鹸
- 千葉金属
- 太平社印刷
- 大黒屋
- ローヤル電機

## アクセス
- 鉄道　秩父鉄道大麻生駅明戸駅武川駅
- 道路　関越自動車道花園IC